# Новосавицька сільська рада
Новосави́цька сільська́ ра́да — колишня адміністративно-територіальна одиниця та орган місцевого самоврядування в Великомихайлівському районі Одеської області. Адміністративний центр — село Новосавицьке.

## Історія
1 лютого 1945 р. Ново-Катеринівську сільраду, відповідно до назви її центру, перейменували на Ново-Савицьку.

## Загальні відомості
- Територія ради: 35 км²
- Населення ради: 616 осіб (станом на 2001 рік)

## Населені пункти
Сільській раді були підпорядковані населені пункти:
- с. Новосавицьке

## Населення
За переписом населення 2001 року в сільській раді мешкало 610 осіб.

### Мова
Розподіл населення за рідною мовою за даними перепису 2001 року:
| Мова       | Відсоток |
| ---------- | -------- |
| українська | 91,07 %  |
| російська  | 4,87 %   |
| молдовська | 3,08 %   |
| болгарська | 0,32 %   |
| білоруська | 0,16 %   |
| гагаузька  | 0,16 %   |
| циганська  | 0,16 %   |

## Склад ради
Рада складається з 12 депутатів та голови.
- Голова ради: Скавронік Володимир Миколайович
- Секретар ради: Ліпінська Клавдія Григорівна

### Керівний склад попередніх скликань
| Прізвище, ім'я, по батькові     | Основні відомості                                                                      | Дата обрання | Дата звільнення |
| ------------------------------- | -------------------------------------------------------------------------------------- | ------------ | --------------- |
| Скавронік Володимир Миколайович | Сільський голова, 1952 року народження, освіта вища, член Комуністичної партії України | 26.03.2006   | 31.10.2010      |
| Скавронік Володимир Миколайович | Сільський голова, 1952 року народження, освіта вища, член Комуністичної партії України | 31.10.2010   | 25.10.2015      |

Примітка: таблиця складена за даними сайту Верховної Ради України

### Депутати
За результатами місцевих виборів 2010 року депутатами ради стали:

#### За суб'єктами висування
| Суб'єкт висування           | Кількість обраних депутатів | %    |
| --------------------------- | --------------------------- | ---- |
| Партія регіонів             | 7                           | 58,3 |
| Комуністична партія України | 5                           | 41,7 |

#### За округами
| № округу                    | Прізвище, ім'я, по батькові       | Дата визнання обраним | Освіта             | Партійна приналежність            | Відомості про обраного депутата                    |
| --------------------------- | --------------------------------- | --------------------- | ------------------ | --------------------------------- | -------------------------------------------------- |
| Комуністична партія України |                                   |                       |                    |                                   |                                                    |
| 1                           | Готеляк Віктор Несторович         | 04.11.2010            | середня            | позапартійний                     | фермерське господарство «Мірошник», робітник       |
| 4                           | Дубило Микола Іванович            | 04.11.2010            | середня            | позапартійний                     | ТОВ ім. Войкова, водій                             |
| 7                           | Коломієць Оксана Василівна        | 04.11.2010            | вища               | член Комуністичної партії України | Новосавицька сільська рада, головний бухгалтер     |
| 8                           | Шевченко Юрій Петрович            | 04.11.2010            | середня            | позапартійний                     | ТОВ ім. Войкова, механізатор                       |
| 12                          | Зосяк Тетяна Іванівна             | 04.11.2010            | середня            | член Комуністичної партії України | Новосавицький будинок, санітар                     |
| Партія регіонів             |                                   |                       |                    |                                   |                                                    |
| 2                           | Євсєєв Віктор Сергійович          | 04.11.2010            | середня            | член Партії регіонів              | Новосавицький будинок-інтернат, водій              |
| 3                           | Євсєєва Наталія Миколаївна        | 04.11.2010            | середня            | член Партії регіонів              | Новосавицький сільський будинок культури, директор |
| 5                           | Ліпінська Тетяна Григорівна       | 04.11.2010            | середня спеціальна | член Партії регіонів              | Новосавицький будинок-інтернат, медична сестра     |
| 6                           | Вілянська Інна Володимирівна      | 04.11.2010            | середня спеціальна | член Партії регіонів              | Новосавицький будинок-інтернат, медична сестра     |
| 9                           | Ліпінська Клавдія Григорівна      | 04.11.2010            | середня спеціальна | член Партії регіонів              | Новосавицька сільська рада, секретар               |
| 10                          | Качаловський Олександр Васильович | 04.11.2010            | середня            | член Партії регіонів              | фермерське господарство «Вічко», механізатор       |
| 11                          | Стукало Альона Вікторівна         | 04.11.2010            | середня            | член Партії регіонів              | Новосавицький будинок, санітар                     |